# Becton-Sand-Formation

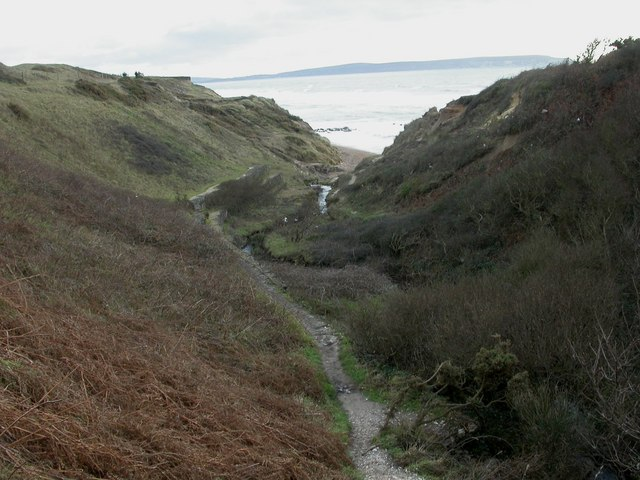
Taleinschnitt des namengebenden „Becton Bunny“; im Hintergrund sind die Klippen der Isle of Wight erkennbar

Die Becton-Sand- oder Becton-Formation ist eine sedimentäre Formation im südenglischen Hampshire-Becken. Sie ist die oberste Formation der Barton-Gruppe und wurde im ausgehenden Oberen Mitteleozän (Bartonium) abgelagert.

## Bezeichnung und Typlokalität
Die Becton-Sand-Formation erhielt ihre Bezeichnung vom „Becton Bunny“, einem kleinen Bach, der etwa 1 Kilometer östlich von Barton-on-Sea in den Ärmelkanal mündet. Die Herkunft des Lokalnamens „Becton“ ist unklar. Eilert Ekwall leitet Ortsnamen wie „Becton“ oder „Beckton“ von den altenglischen Begriffen „bæce“ („Bach“, „Fluß“) und „tūn“ („Zaun“, „Gehöft“, „Siedlung“) ab und kombiniert sinngemäß zu „Gehöft im Tal“. Der Küstenabschnitt östlich von Barton-on-Sea stellt die Typlokalität der Becton-Sand-Formation. Er bildet einen Steilabbruch, der relativ starker Erosion mit treppenartig angeordneten Hangrutschungen ausgesetzt ist. Die Küste weicht hier durchschnittlich um 1,0 (1931–1967) bis 1,5 Meter/Jahr (1967–2001) zurück.

## Geschichte
Die Barton-Gruppe wurde ursprünglich in 14 „Faunen-Horizonte“ („Bed A“ (1–3) bis „Bed L“). Die Becton-Sand-Formation, oder kurz „Becton Sands“, wurde vormals auch noch als „Headon Hill Sand“, „Upper Bagshot Sand“, „Barton Sand“ oder „Upper Barton Beds“ bezeichnet. Die Bezeichnung wurde 1986 durch Jerry J. Hooker eingeführt der damit die sanddominierten, hangenden Anteile der Barton-Gruppe zusammenfasste (oberer Anteil von „Bed H“ bis „Bed K“ und sie den tondominierten Anteilen der Barton-Clay-Formation („Bed A1“ bis unterer Anteil von „Bed H“ im Liegenden gegenüberstellt.
Unabhängig von Hooker wird der Begriff 1987 auch von Richard A. Edwards und Edward Cameron Freshney verwendet, welche die liegenden Anteile von Hookers Becton-Sand-Formation jedoch als eigenständige Chama-Sand-Formation (entspricht etwa „Bed H“) abtrennen. Diese Gliederung wird von späteren Autoren jedoch teilweise abgelehnt, da sich die Becton-Sand-Formation und die Chama-Sand-Formation lithologisch kaum voneinander unterscheiden.

## Stratigraphie

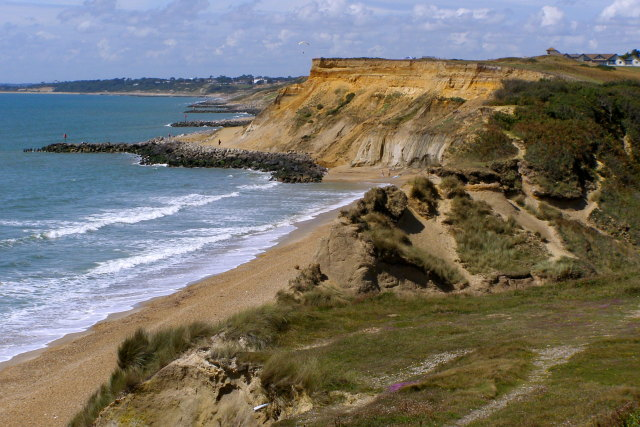
Die Küste östlich von Barton-on-Sea. Das Tal des Becton Bunny im Vordergrund. Die Becton-Sand-Formation liegt oberhalb der Barton-Clay-Formation

Die bis zu 70 Meter mächtig werdende Becton-Sand-Formation legt sich konkordant auf die unterlagernde Barton-Clay-Formation. Sie wird ihrerseits konkordant von einem Lignit führenden, tonigen Paläoboden überlagert, der früher als „Bed L“ noch der Barton-Gruppe zugeordnet wurde und heute als Basis der Totland-Bay-Formation („Totland-Bay-Member“ der Headon-Hill-Formation) der Solent-Gruppe gewertet wird.
Die generell sandige Formation wurde im inneren neritischen und im sandbeherrschten Küstenbereich abgelagert. Sie besteht lithologisch vorwiegend aus fein- bis grobkörnigen Sanden und sandigen Tonen. Im oberen Abschnitt zeigt sie Verflachung des Ablagerungsmilieus und brackische Tendenzen.
Christopher King untergliedert die Becton-Sand-Formation in drei Member (vom Liegenden ins Hangende):

### Barton Common Member
Die Abfolge von Glaukonit-führenden, bioturbaten, sandigen, tonigen Silten und siltigen Sanden umfasst in etwa die Schichtglieder „Bed H“ und „Bed I“ der älteren Literatur. Die von Edwards & Freshney, 1987 vorgeschlagene Chama-Sand-Formation („Bed H“) entspricht im Wesentlichen den liegenden Anteilen dieses Members mit typischen Schalenresten der Muschel Chama squamosa. Daneben treten noch Vertreter der Trapezmuscheln Glans (Venericardia) oblonga, Cardita und Crassatella sowie Vertreter der Turmschnecken Turritella und der Walzenschnecke Athleta auf, die ebenfalls auf einen vollmarinen Ablagerungsraum hinweisen.

### Becton Bunny Member
Die stark siltigen und sandigen, braunen Tone mit einem erhöhten Anteil an organischer Substanz entsprechen dem ursprünglichen „Bed J“. Dieser Abschnitt wurde auch als „Becton Bunny Bed“ und, nach dem reichlich vorkommenden Gastropoden Olivancillaria (Pseudolivella) branderi (ehemals Olivella ventricosa oder Oliva branderi), auch als „Oliva branderi Zone“ bezeichnet.
Zirka 3 Meter oberhalb der Basis befindet sich ein Horizont mit runden, bis zu 10 Zentimeter großen, Siderit-Konkretionen (mit Resten von Zehnfußkrebsen der Gattung Callianassa). Gegen das Hangende hin wird das Becton Bunny Member mergelig mit Brackwasserfossilien des ästuarinen Bereichs wie etwa Körbchenmuscheln (Corbicula) oder Schnecken der Gattung Bayania und Potamides. Marine Taxa im Becton Bunny Member sind Glans (Venericardia) oblonga, Olivancillaria (Pseudolivella) branderi, Nussmuscheln der Gattung Nucula und Venusmuscheln der Gattung Pitar. Das Becton Bunny Member ist außerdem Stratum typicum (die Fundschicht des Holotypus) für den Seeigel Echinopedina paucituberculata.

### Long Mead End Member

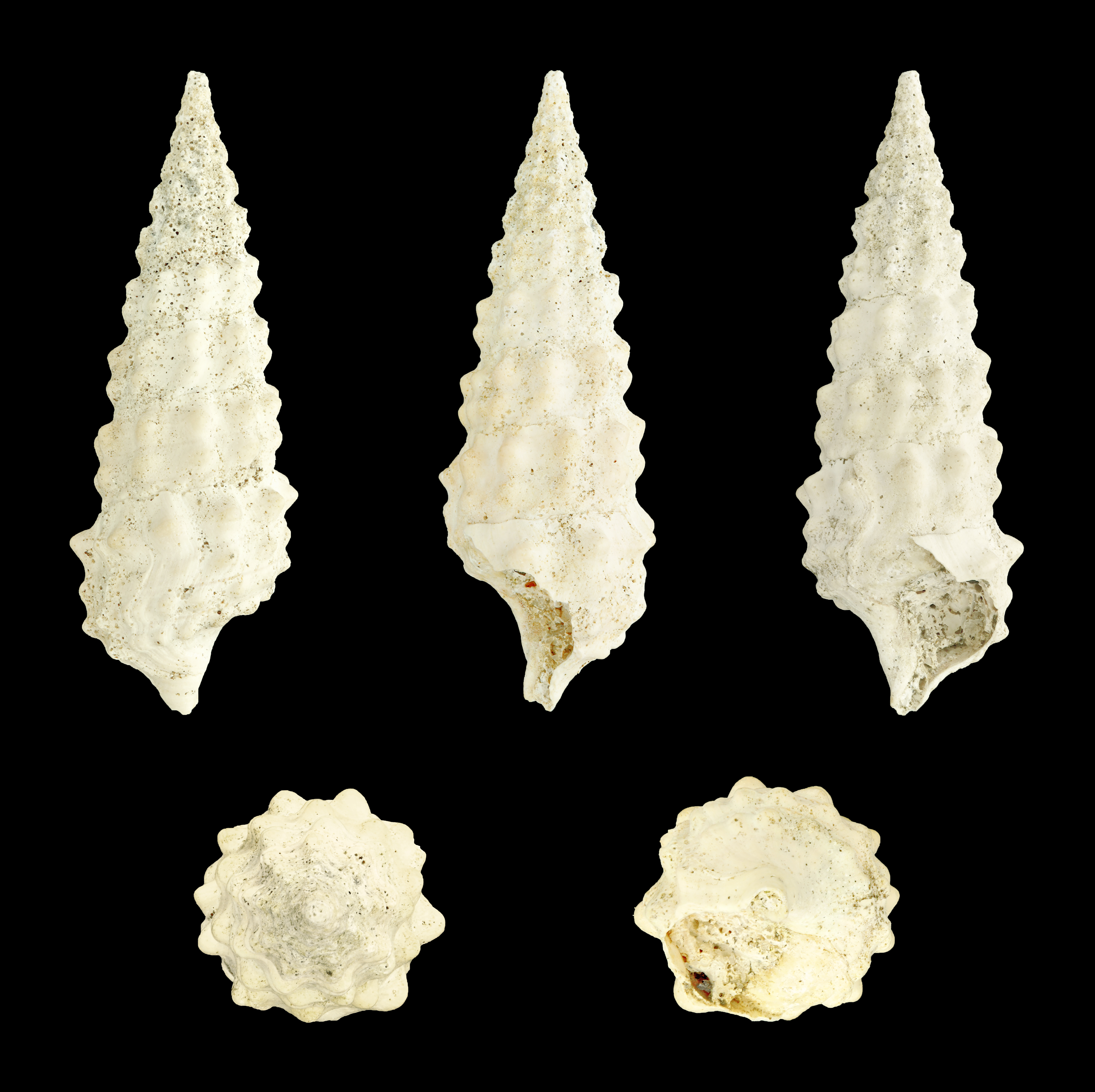
Batillaria pleurotomoides

Die überwiegend gut sortierten, bioturbaten und Glaukonit-freien Feinsande werden auch als „Long Mead End Bed“ oder „Bed K“ bezeichnet. Im Bereich der Typlokalität tritt im oberen Abschnitt des Members eine fossilreiche Lage mit typischer Brackwasserfauna auf („Batillaria pleurotomoides Bed“). Neben der Schnecke Batillaria pleurotomoides sind auch sehr häufige Vorkommen der Gastropoden Olivancillaria (Pseudolivella) branderi und Bayania hordacea sowie der Muscheln Cyrena gibbosula und Lentidium nitidum bekannt.

## Fossilinhalt
Neben den bereits angeführten Bivalvia und Gastropoden wurde in der Becton-Sand-Formation auch Nautilus und Überreste von Schildkröten der Gattung Puppigerus gefunden.

## Alter
Absolutalter für die Becton-Sand-Formation sind nicht bekannt und auch biostratigraphische Daten lassen nur eine ungefähre Altersangabe zu. Dinoflagellaten aus den liegenden Anteilen der Formation lassen sich dem Bartonium oder dem frühesten Priabonium zuordnen. Für die hangenden Anteile fehlen jedoch entsprechende Fossilbelege für eine genauere Abgrenzung. Die Säugetierfauna in den liegensten Anteilen der überlagernden Solent-Gruppe (frühes Priabonium) deutet ein ähnliches Alter an. Eine ursprüngliche Verortung des „Chama-Beds“ („Bed H“) in der Nannoplanktonzone NP17 wurde von späteren Autoren stark angezweifelt.
King vermutet eine Ablagerung der Formation im späten Bartonium und schlägt, als provisorische Arbeitshypothese, vor, die Hangendgrenze der Becton-Sand-Formation mit der Wende Bartonium/Priabonium gleichzusetzen, was einem Alter von rund 38 Millionen Jahren entsprechen würde.